# Gullarängens gård

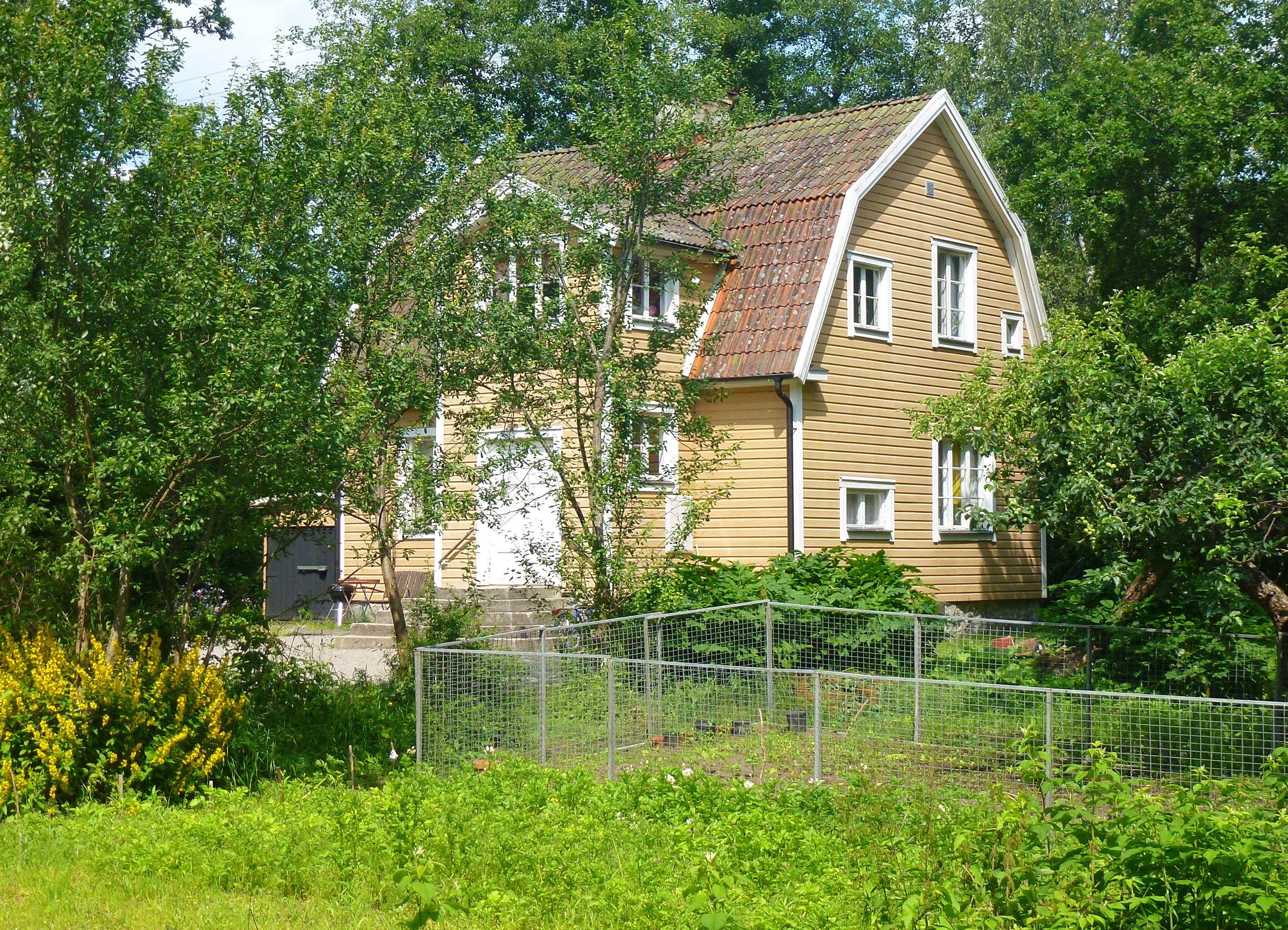
Gullarängens gård 2015.

Gullarängens gård är en tidigare bondgård vid sjön Trehörningen i kommundelen Sjödalen-Fullersta, Huddinge kommun. Platsen har blivit känt för ett arkeologiskt fynd (RAÄ-nummer Huddinge 397:1) av en stockbåt från 1200-talets början.

## Beskrivning

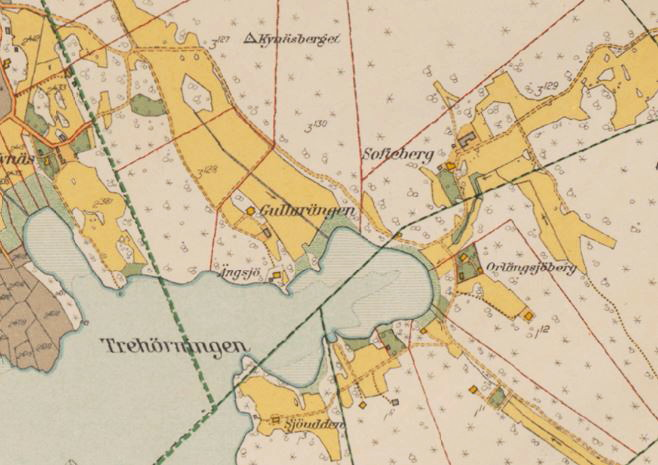
Gullarängen och Sofieberg på 1920-talet.

Gården hörde ursprungligen till den närbelägna gården Sofieberg och avstyckades därifrån år 1919. Samma år förvärvades stället av lantbrukaren Oskar Pettersson (1873-1949) och hans hustru Edla (född 1874). Under Oskar och Edla Pettersson uppodlades fastigheten. År 1924 uppfördes nuvarande huvudbyggnad och 1929 ytterligare två byggnader. Då fanns två hästar, fyra kor och 60 grisar på gården. Arealen var 24 hektar, varav åker 6, skog 12 och övrig mark 6 hektar. Efter Oskar Petterssons död 1949 övertogs jordbruket av sonen Edvin. Gården finns fortfarande i släktens ägo som driver här Gullarängens ridsällskap.  Bostadshuset används som klubbhus och i ekonomibyggnaderna finns häststall. Kvar finns även en mindre stenbyggnad som användes för att koka svinmat i.

## Arkeologiskt fynd
Ett intressant arkeologisk fynd gjordes år 2001 då markägaren i samband med dikningsarbeten hittade en stockbåt strax nordost om Gullarängens gård och cirka 100 meter norr om sjön Trehörningens norra spets. Fyndet gjordes på cirka en meters djup. Före 1880-talets sjösänkning nådde trehörningens vatten nästan ända hit. Stockbåten var ursprungligen en 4,3 meter lång kanotformad båt med planhuggen botten och omkring 30 centimeter höga bord. Båten har huggits i ett stycke ur en ekstock med 60 centimeter i diameter vars fällningstid daterades med hjälp av en dendrokronologisk analys till år 1202 +/- 6 år. Vid fyndtillfället bröts båten sönder i två större bitar.

## Bilder

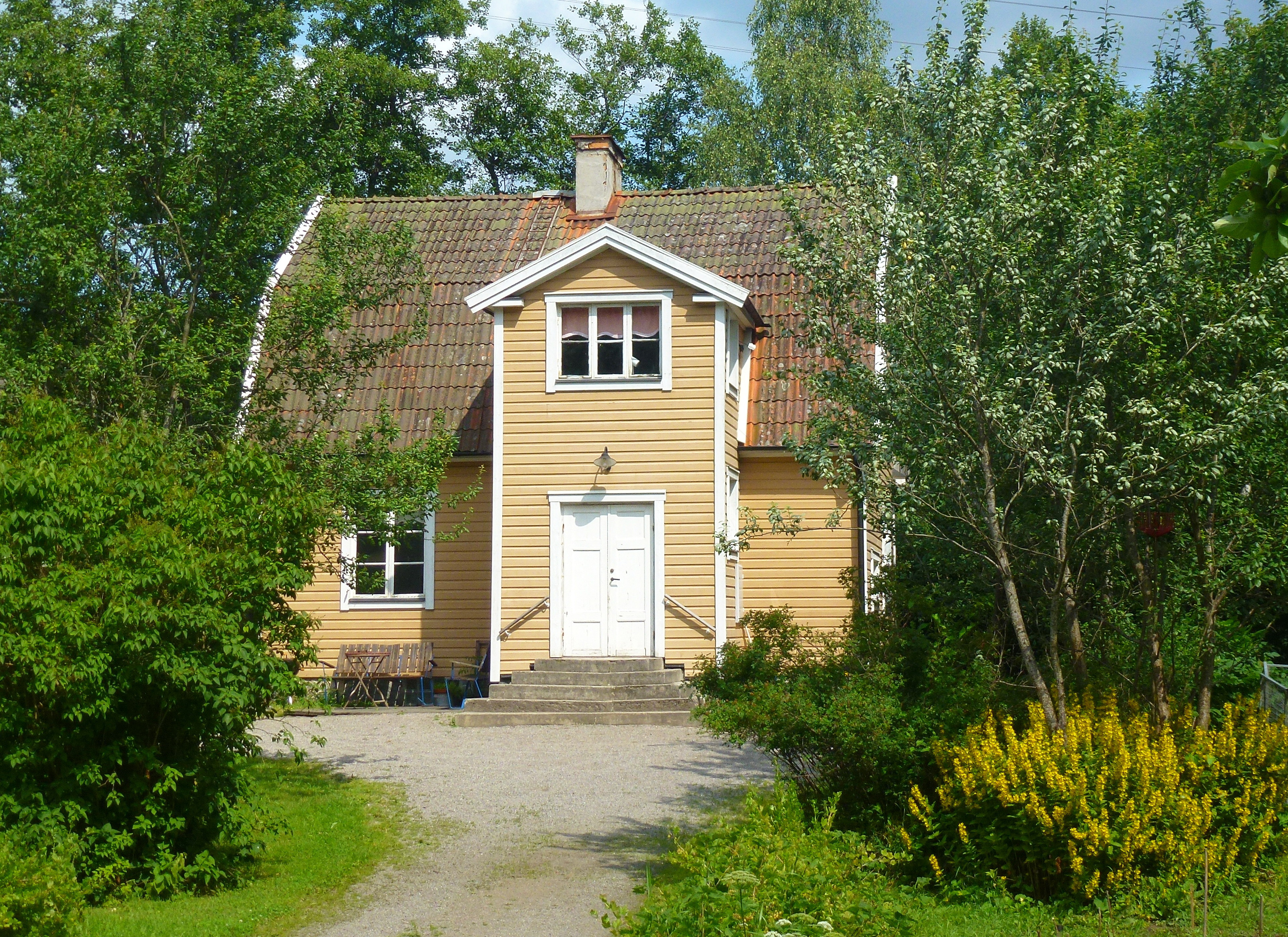
Huvudbyggnaden
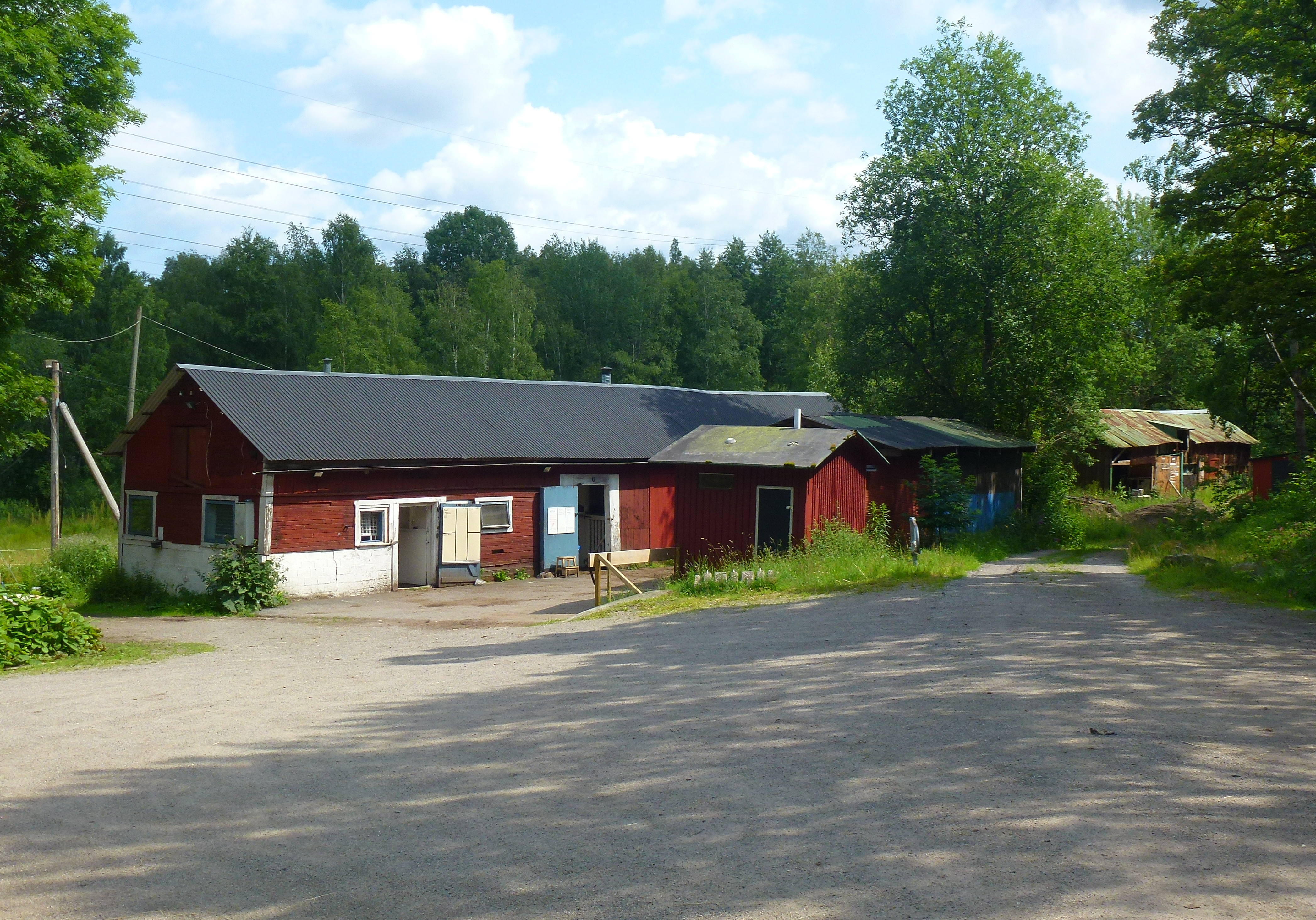
Stallbyggnader
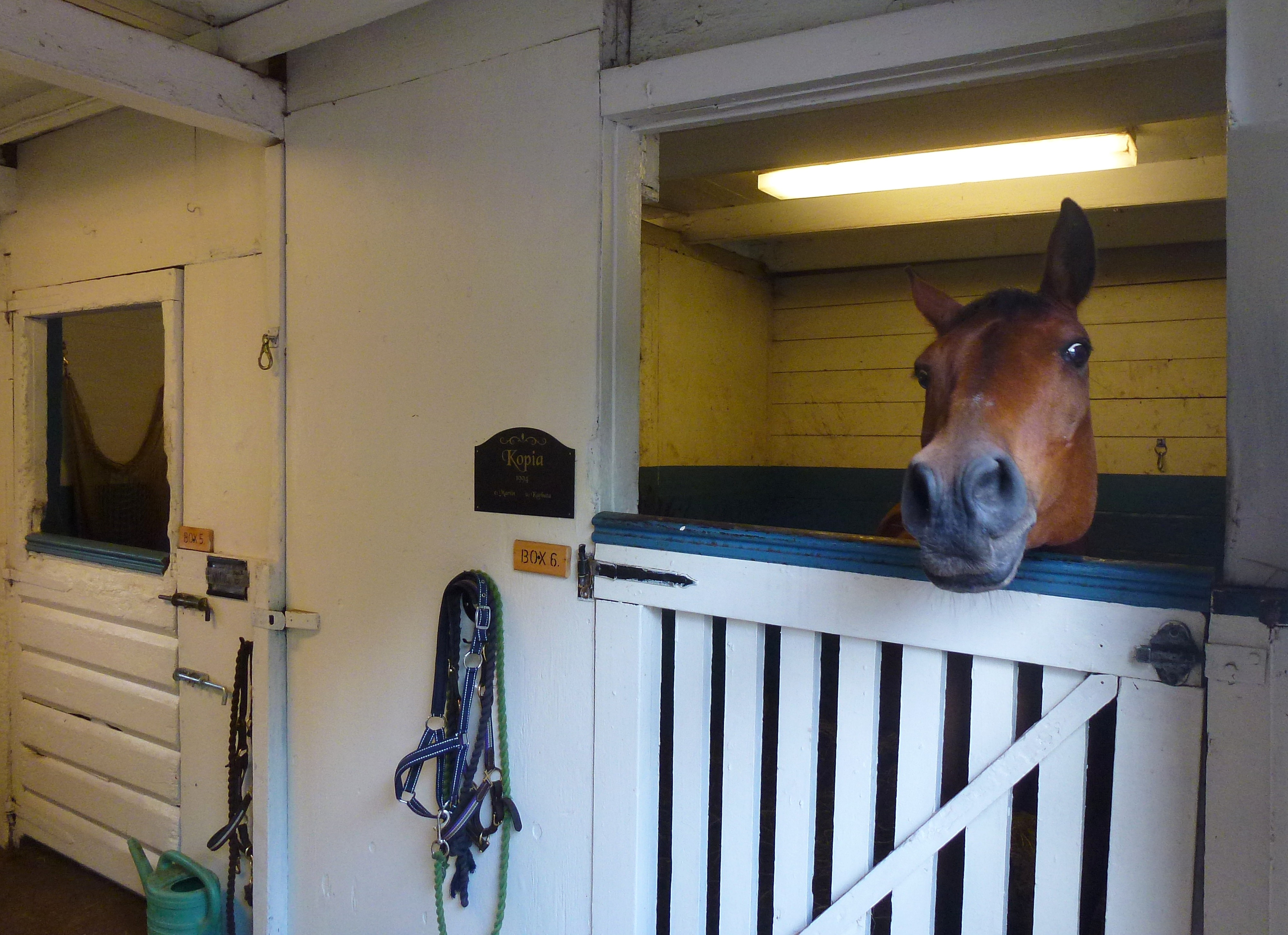
Hästbox
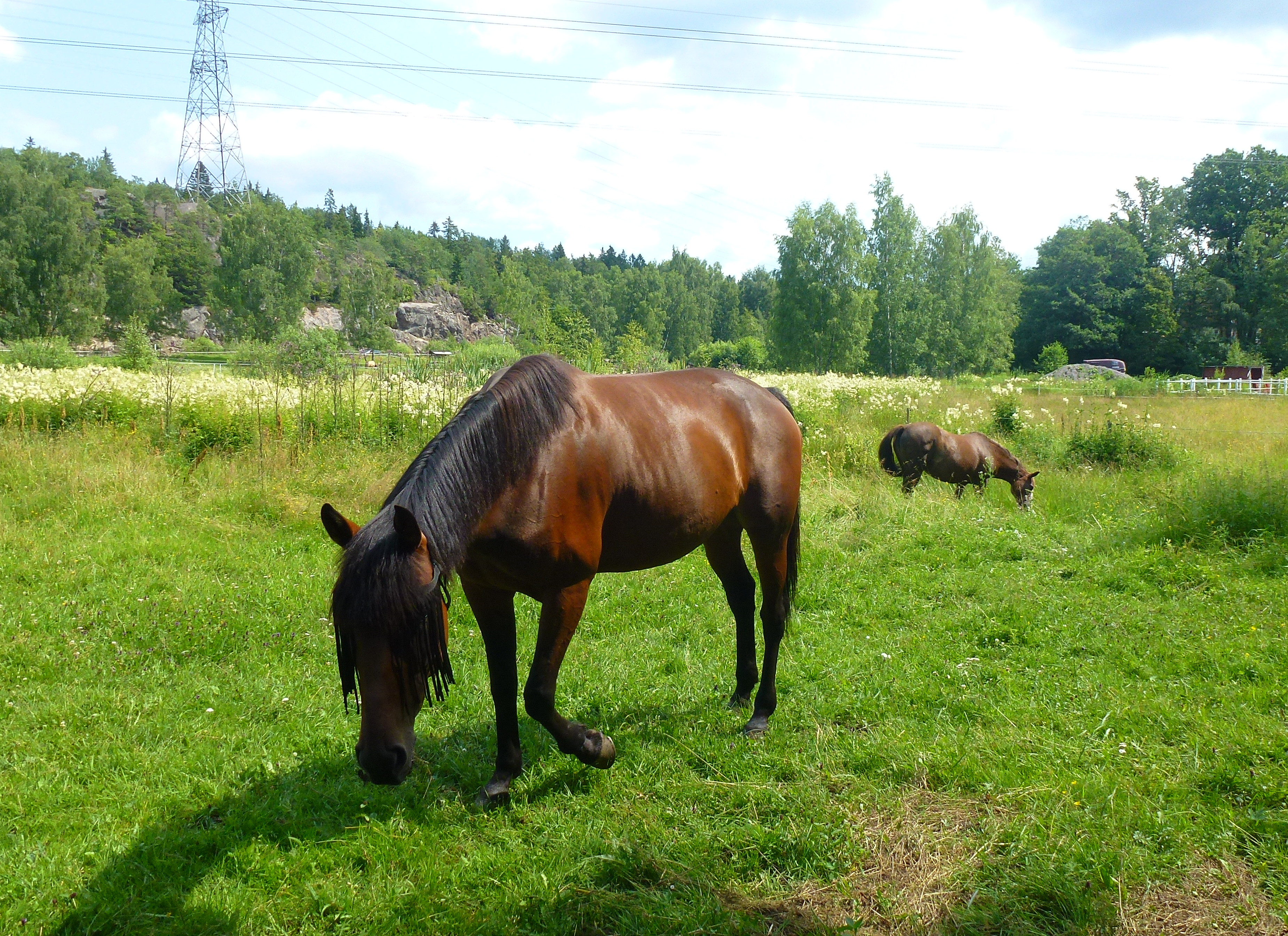
Hästhagen